# Iberoamerika

Mapa Iberoameriky jako celku, jakož i se Španělskem a Portugalskem

Neúřední název Iberoamerika se používá pro španělsky a portugalsky mluvící země Střední Ameriky a Jižní Ameriky. Země Latinské Ameriky, kde se mluví španělsky, se označují souhrnně jako Hispanoamerika. Brazílie, kde se mluví portugalsky, se označuje jako Lusoamerika.
Termín Latinská Amerika klade důraz na skutečnost, že se v těchto zemích mluví románskými, tedy z latiny vzniknuvšími, jazyky (španělsky, portugalsky a francouzsky). Naproti tomu pojem Iberoamerika zdůrazňuje, že z části jsou její obyvatelé potomci přistěhovalců z Iberského poloostrova, tedy dnešního Španělska a Portugalska.
Španělsko a Portugalsko jsou často označovány i jako mateřské země iberoamerických států, přičemž se vyzdvihují i tradiční úzké vztahy v kulturní, politické i hospodářské oblasti.
Pojem používá například v názvu Organizace iberoamerických států pro vzdělání, vědu a kulturu.